# Flying Swords of Dragon Gate
Flying Swords of Dragon Gate (龍門飛甲T, 龙门飞甲S, lóng mén fēi jiǎP) è un film del 2011 diretto da Tsui Hark.
La pellicola, di genere wuxia, con protagonista Jet Li, è stata girata in 3D, prima volta nel cinema asiatico.

## Produzione
La produzione del progetto parte nell'ottobre 2010.
Il titolo di lavorazione della pellicola era New Dragon Gate Inn.

### Cast
Tsui Hark propose il ruolo di protagonista a Donnie Yen, il quale rifiutò. Fu così scelto Jet Li, che firmò un contratto di 12 milioni di dollari, spiegando le ragioni che l'hanno spinto a partecipare al progetto: «Questo film è interamente girato in 3D, è la prima volta per il cinema wuxia e sono curioso di vedere fino a che punto può arrivare in questo genere il 3D.»

### Riprese
Il film è interamente girato a Pechino.

### Budget
Il budget del film si aggira intorno ai 35 milioni di dollari.

## Distribuzione
Il film esce in Asia nel dicembre 2011, mentre viene poi presentato al Festival internazionale del cinema di Berlino il 17 febbraio 2012.

### Divieto
Il film viene vietato ai minori di 18 anni negli Stati Uniti d'America per presenza di molta violenza, mentre a Singapore viene vietato sotto i 13 anni, in Corea del Sud ai minori di 15 anni.

## Riconoscimenti
- 2012 - Asian Film Awards
  - Miglior costumi a Hsuan-wu Lai e Chung Man Yee
  - Miglior effetti visivi a Wook Kim, Josh Cole e Frankie Chung
  - Candidatura per il miglior film
  - Candidatura per il miglior regista a Tsui Hark
  - Candidatura per il miglior attore a Kun Chen
  - Candidatura per la miglior attrice non protagonista a Lunmei Kwai
  - Candidatura per la miglior scenografia a Ben Lau e Chung Man Yee
  - Candidatura per l'attore preferito dal pubblico a Kun Chen
- 2012 - Festival internazionale del cinema fantastico di Bruxelles
  - Candidatura per il Corvo d'Oro al miglior film
- 2012 - Hong Kong Film Awards
  - Miglior coreografia d'azione
  - Miglior direzione artistica
  - Miglior montaggio
  - Miglior sonoro
  - Migliori effetti visivi
  - Candidatura per il miglior film
  - Candidatura per il miglior regista a Tsui Hark
  - Candidatura per la miglior attrice a Xun Zhou
  - Candidatura per la miglior attrice non protagonista a Lunmei Kwai
  - Candidatura per la miglior fotografia
  - Candidatura per i migliori costumi e trucco
  - Candidatura per il miglior nuovo attore a Chien Sheng
  - Candidatura per la miglior colonna sonora originale
- 2012 - Hong Kong Film Critics Society Award
  - Films of Merit